# Baroncelle (Lugo)
Baroncelle (llamada oficialmente Santiago de Baroncelle) es una parroquia española del municipio de Abadín, en la provincia de Lugo, Galicia.

## Localización
Se ubica en el centro oeste del concejo, sobre un cerro de unos 500 metros, donde se asienta la mayoría de los núcleos de la parroquia. 

## Geografía
Está situada en el valle del río Anllo, y es atravesado por la CP-0106. Su capital es Augalevada. Las aldeas se asientan sobre el cerro de O Viteo. Predomina en la mayor parte, prados y praderas, y algo de bosque atlántico en sus laderas. 

## Organización territorial
La parroquia está formada por veintidós entidades de población, constando doce de ellas en el nomenclátor del Instituto Nacional de Estadística español:
- Abelleira (A Abelleira)
- Casavella (A Casavella)
- Fonte de Mouro (A Fonte do Mouro)
- A Fraga
- Uceira (A Uceira Grande)
- A Uceira Pequena
- Augalevada
- Cornello
- Golpilleiras
- Asperón (O Asperón)
- Castiñeiro (O Castiñeiro)
- Fondo (O Fondo)
- O Lodeiro
- Os Barreiros
- Os Caseiros
- Valado (O Valado)
- Piñeiro
- Porto do Río
- Ríos
- Seminaus
- Vacaferreira
- Vilatán

## Demografía
| Gráfica de evolución demográfica de Baroncelle entre 2000 y 2019 |
|                                                                  |
| Datos según el nomenclátor publicado por el INE.                 |